# 李成名 (萬曆進士)
李成名（？—1630年），字以仁，一字心白，號寰知，山西太原前衛（今屬山西省太原市）人。明朝政治人物，萬曆甲辰進士，官至兵部侍郎。

## 生平
萬曆三十一年（1603年）癸卯科山西鄉試第二十五名，萬曆三十二年（1604年）甲辰科會試第二百四十三名，廷試三甲第三名進士。授中書舍人，三十七年己酉典試雲南。三十八年考选，四十年擢吏科給事中，四十一年管皇城。黨人日攻東林，成名移疾歸。
家居五年，萬曆四十六年（1618年）起爲山東副使，欽差清軍驛傳兼理鹽法道。天啓元年（1621年）遷湖廣右參政，二年入為太僕寺少卿。天啟四年（1624年）春，擢都察院右僉都御史，巡撫南贛。魏忠賢因其為趙南星所用，僅八月即除名。
崇禎改元，召拜戶部右侍郎，二年（1629年）以左侍郎專理邊餉。後金軍入塞襲擾，京師戒嚴，李成名改任兵部左侍郎。數月罷官，卒於家。《明史》有傳。著有《半亩园》《日涉园》诗集。

## 家族
曾祖李玠（指挥使），祖李應時（户部员外郎），父李葩，母陈氏。具慶下。弟成梓、成棟（冠带官）、成蹊、成柱、成𤇍。